# The Art of Deception
The Art of Deception is in het jaar 2002 geschreven door Kevin Mitnick en William L. Simon. Het boek beschrijft de ervaringen die Mitnick als computerkraker heeft opgedaan. Het is als een standaardwerk te beschouwen.
Kenmerkend voor de werkwijze van Mitnick is dat hij gebruikmaakt van de methode van Social engineering. In het boek beschrijft hij de door hem uitgevoerde hacks, de redenen waardoor ze al dan niet gelukt zijn en de manieren waarop ze voorkomen hadden kunnen worden.
Het boek bestaat uit 4 delen en 16 hoofdstukken. Het is uitgegeven door Wiley.
- (Hardback ISBN 0471237124)
- (Paperback ISBN 076454280X)